# 中华人民共和国广播电影电视部
中华人民共和国广播电影电视部，簡稱廣電部，是中华人民共和国国务院已撤销的组成部门，主管全国广播电视宣传和广播电影电视事业，既是新闻宣传机关，又是全国广播电影电视事业的管理机关。
广播电影电视部领导和管理中央人民广播电台、中国国际广播电台和中国中央电视台（“中央三台”）。

## 历史沿革
1948年7月，新华社总社的语言广播部和英语广播部合并为广播管理部，廖承志兼任部长，梅益任副部长。
1949年6月5日，中共中央决定，广播事业脱离新华社领导，扩充成立中央广播事业管理处，廖承志兼任处长兼北平新华广播电台台长，李强任副处长兼副台长，管理委员会成员有廖承志、李强、徐迈进、梅益、温济泽、李伍、陆亘一；受中共中央宣傳部领导。1949年11月，中央广播事业管理处改为中央人民政府新闻总署直屬單位广播事业局，与中央人民广播电台实行“局台合一”体制，局长李强，副局长梅益、徐迈进、温济泽。1951年，梅益兼任广播事业局党总支书记。1952年9月新闻总署撤销，广播事业局改称中央广播事业局，直属政务院文化教育委员会；梅益任局长，李伍（兼党总支书记）、徐迈进、温济泽任副局长。1953年3月，中央广播事业局成立党组，梅益任局长兼党组书记。1954年9月，中央广播事业局改称广播事业局，技术、行政业务受国务院第二办公室领导，宣传业务受中宣部领导。
1958年，广播事业管理局迁入复兴门外新建成的中央广播大厦办公，目前该建筑仍为其后继者国家广播电视总局的总部。1963年4月，中央广播事业局建立党委制，丁莱夫任第一书记，梅益任第二书记兼局长。
1967年12月7日，广播事业局列为中央直属部门；12月12日，广播事业局实行军管，军管小组组长刘路明，副组长张子良、戴征远，名称改回中央广播事业局。1968年，张午任中央广播事业局军管组组长。1969年，刘建功任中央广播事业局军管组组长。1973年1月2日，中央广播事业局恢复局长制并成立党的核心小组，刘建功任局长兼党的核心小组组长。1974年，邓岗任中央广播事业局局长兼党的核心小组组长，张振东任第一副局长、党的核心小组第一副组长。
1976年10月6日晚20时30分许，中共中央负责人华国锋委派中央对外联络部部长耿飙负责，中联部副部长张香山、冯铉协助，北京卫戍区副司令员邱巍高带部队进驻中央广播事业局机关和中央人民广播电台、北京电台（即中国国际广播电台）、北京电视台（中国中央电视台前身），简称“中央三台”。时任代理局长邓岗、第一副局长张振东、副局长顾文华。
1977年1月，中央广播事业局成立党组，张香山任党组书记、局长。1978年，张策兼任中央广播事业局党组书记，张香山任党组第一副书记、局长。
1982年5月4日，第五届全国人民代表大会常务委员会第二十三次会议通过《全国人民代表大会常务委员会关于国务院部委机构改革实施方案的决议》，决定设立广播电视部，撤销中央广播事业局。
1983年，广播电视部第十一次全国广播电视工作会议决定，将以前的“两级办电视、四级办广播”改为“四级办广播、四级办电视，四级混合覆盖”。1986年1月20日，第六届全国人民代表大会常务委员会第十四次会议通过《全国人民代表大会常务委员会关于将广播电视部改为广播电影电视部的决定》，决定将广播电视部改为广播电影电视部。
1998年3月10日，第九届全国人民代表大会第一次会议通过《第九届全国人民代表大会第一次会议关于国务院机构改革方案的决定》，决定批准国务院机构改革方案，不再保留广播电影电视部，将广播电影电视部改组为国家广播电影电视总局。

## 历任领导

### 行政正职
中央广播事业局局长
1. 李强1949年10月-1952年9月
2. 梅益1952年9月-1967年12月12日

中央广播事业局军事管制组组长
1. 刘路明1967.12-1968.8
2. 张午1968.8-1969.11
3. 刘建功1969.11-1973.1

中央广播事业局局长
1. 刘建功1973年1月2日-1974年9月
2. 邓岗1974年9月--1976年2月代理，1976.2-1977.1
3. 张香山1977年1月-1982年5月

中华人民共和国广播电视部部长
1. 吴冷西
2. 艾知生

中华人民共和国广播电影电视部部长
1. 艾知生
2. 孙家正

### 行政副职
中央广播事业局副局长
- 梅益1949.10-1952年9月
- 徐迈进1949.10-1956.12
- 李伍1952年9月-1960年
- 温济泽1952年9月-1958.9
- 刘呈云1955年3月-1959年9月
- 周新武1955年3月
- 金照1955年3月
- 顾文华1959年9月
- 左漠野1959年9月
- 董林1959年9月
- 李哲夫1961年11月
- 王寿仁1966.5

中央广播事业局军事管制副组长：
- 张子良1967年12月12日
- 戴征远1967年12月12日，分管宣传和外事
- 张士诚1969年12月

副局长
- 戴征远1973年1月2日-1974年9月
- 董林1973年1月2日
- 毛德厚1973年1月2日-1977年10月
- 王寿仁1973年1月2日
- 金照1973年1月2日
- 顾文华1973年1月2日
- 李哲夫 1973年1月2日
- 张振东（1974年9月第一副局长）
- 李连庆1977年1月
- 李衍授1978年5月
- 卢克勤1978年12月
- 郝平南1979年3月
- 周新武1978.12
- 左漠野1978.12

### 党组织正职
- 1951年局长梅益兼任局党总支书记。
- 1952年9月副局长李伍兼党总支书记
- 1953年3月中央广播事业局成立党组。梅益任局长兼党组书记。
- 1962年10月丁莱夫任中央广播事业局党组书记
- 1963年4月中央广播事业局建立党委制，丁莱夫任第一书记
- 1973年1月2日中央广播事业局恢复局长制并成立党的核心小组，刘建功任局长兼党的核心小组组长
- 1974年邓岗任中央广播事业局局长兼党的核心小组组长
- 1977年1月中央广播事业局成立党组，张香山任党组书记、局长
- 1978年5月至1982年5月张策任中央广播事业局党组书记